# Augustów (gmina)
Pour les articles homonymes, voir Augustów (homonymie).
Augustów est une gmina rurale du powiat de Augustów, Podlachie, dans le nord-est de la Pologne. Son siège est la ville d'Augustów, bien qu'elle ne fasse pas partie du territoire de la gmina.
La gmina couvre une superficie de 266,52 km2 pour une population de 6 675 habitants.

## Géographie
La gmina inclut les villages de Białobrzegi, Biernatki, Bór, Chomątowo, Czarnucha, Czerkiesy, Gabowe Grądy, Gliniski, Góry, Grabowo, Grabowo-Kolonie, Jabłońskie, Janówka, Jeziorki, Kolnica, Komaszówka, Mazurki, Mikołajówek, Naddawki, Netta Pierwsza, Netta Druga et Netta-Folwark, Obuchowizna, Osowy Grąd, Ponizie, Posielanie, Promiski, Pruska Mała, Pruska Wielka, Rutki Nowe, Rzepiski, Stare Rudki, Stuczanka, Świderek, Topiłówka, Turówka, Twardy Róg, Uścianki, Żarnowo (Żarnowo I, Żarnowo II et Żarnowo III) et Zielone.
La gmina borde les gminy de Bargłów Kościelny, Kalinowo, Nowinka, Płaska, Raczki et Sztabin.